# San Marino (otok)
San Marino, maleni otočić oko 200 metara udaljen od obale Novog Vinodolskog. Na otočiću se danas nalazi malena gotička crkvica koja je izgrađena na temeljima neke starije crkve. na otoku je navodno pronađen i kameni natpis natpis namjesnika Dalmacije Flavija Julija Rufina Sarmencija, s imenom rimske carice Helene.
Nekada je ribarima služio služio kao osmatračnica za tunu, ali tunare na njemu više nema, a danas na njega povremeno svrate kupači s obližnje plaže.
Ime je dobio po crkvici posvećenoj sv. Marinu.